# Robert Barry (Musiker)
Robert Barry (* 1932 in Chicago; † 8. Januar 2018) war ein US-amerikanischer Jazz-Schlagzeuger.

## Leben und Wirken
Barry besuchte die DuSable High School und tourte Anfang der 1950er Jahre in der Band von Gene Ammons. Ab 1954 arbeitete er in Chicago mit Sun Ra, mit dem er zunächst im Space Trio spielte und diverse Vokalgruppen begleitete. Er gehörte dann den Gründungsmitgliedern des Sun Ra Arkestra und wirkte bei Alben wie Super-Sonic Jazz (1956) und The Nubians of Plutonia (ed. 1966) mit; 1978 verließ er das Arkestra. Nach Jahren des Rückzugs von der Musikszene holte ihn Ken Vandermark in den 1990er Jahren in seine Band; außerdem arbeitete er in den folgenden Jahren mit Fred Anderson, Carl Leukaufe und Daniele D’Agaro.

## Diskographische Hinweise
- Fred Anderson: Duets 2001 – Live at the Empty Bottle (Thrill Jockey)
- Daniele D’Agaro/Jeb Bishop/Kent Kessler/Robert Barry: Chicago Overtones (HatOLOGY, 2004)
- Sun Ra: The Singles (Evidence, 1954–82)
- Sun Ra: Atlantis (1969)
- Sun Ra: Holiday for Soul Dance (1970)
- Ken Vandermark: Design in Time (Delmark, 1999)